# Diadromus intermedius
Diadromus intermedius är en stekelart som beskrevs av Wesmael 1845. Diadromus intermedius ingår i släktet Diadromus och familjen brokparasitsteklar. Arten är reproducerande i Sverige. Inga underarter finns listade i Catalogue of Life.